# Antônio José Elias
Antônio José Elias (Canoinhas, 20 de outubro de 1869 — Guarapuava, 1944) foi um desbravador brasileiro do interior do Paraná.
Filho de Diogo José Elias e Placedina Ferreira de Lima, lavradores do interior catarinense, Antônio José Elias, ou Antônio Diogo, foi primeiro morador oficial do atual perímetro urbano de Cascavel, residindo no local conhecido hoje como Cascavel Velho, entre 1923 a 1934.
Passou seus últimos anos em Cantagalo, próximo a Guarapuava, onde morreu em 1944.